# Карлейн Ахтеректе
Карлейн Ахтеректе (нід. Carlijn Achtereekte; нар. 29 січня 1990, Леттелед, Девентер, Оверейсел, Нідерланди) — нідерландська ковзанярка, що спеціалізується на довгих дистанціях, олімпійська чемпіонка.  
Золоту олімпійську медаль та звання олімпійської чемпіонки Ахтеректе виборола на дистанції 3000 метрів на Олімпіаді 2018 року в корейському Пхьончхані. До цієї перемоги вона не вигравала жодного етапу Кубка світу.
За видатні спортивні досягнення, а також золоту медаль зимових Олімпійських ігор 2018 року — нагороджена орденом Оранських-Нассау (офіцерського ступеню). Відзнаку вручив міністр охорони здоров'я, соціального захисту та  спорту Нідерландів Бруно Брюйс. Церемонія пройшла 23 березня 2018 року на території Ґроте-Керк в Гаазі з прийомом у короля та королеви Нідерландів.